# سطام الفايز
سطام بن فندي بن عباس الفايز (1830-1891) هو أمير عربي، وأحد شيوخ قبيلة بني صخر بين العامين 1881وحتى وفاته في عام 1891. ولاه والده فندي الفايز، جل مسؤولياته في أواخر أعوام 1870، وقد كان أول من قاد الغرب لرؤية حجر مؤاب في عام 1870. وكان من أوائل شيوخ القبائل اللذين بدؤا بفلاحة الأراضي في الستينيات من القرن نفسه، والتي أدت إلى بدء عملية الاستيطان في العديد من القبائل الكبرى في الأردن. في سبتمبر من عام 1881، وبعد إعادة توحيد عائلة الفايز على يد سطام، نصب أميراً من الإدارة العثمانية للجيزة وشيخ من شيوخ قبيلة بني صخر.

## إرث سطام وتأثيره على الأردن وقبيلة بني صخر
سطام معروفًا كمطور وقائد عربي تقدمي حاول تركيز السيطرة على أراضيه والمنطقة. حاول سطام خلق مملكة عربية جديدة من خلال زواجه الاستراتيجي من علياء دياب، أخت الشيخ الأعظم لعشيرة العضوان، علي دياب العدوان. أدى الزواج إلى تقليل الحروب القبلية من خلال الهدنة وجلب القبيلتين أقرب إلى بعضهما البعض على أمل دمج إمارة بني صخر مع إمارة العدوان في مملكة واحدة. على العكس من ذلك، ربما كانت الكبرياء التي تمتع بها سطام هي السبب في عدم نمو علاقة أوثق بين بني صخر والعضوان أكثر من مجرد هدنة وتبادل الهدايا، حيث رفض عرض علي دياب بزواج ابنه من أخت سطام. وهكذا، لم تتحد الإمارتان أبدًا، وتجددت الخلافات في تمرد العضوان بعد تأسيس إمارة شرق الأردن الهاشمية تحت حكم الأمير عبد الله الذي فضل ابن سطام، مثقال باشا، على ابن علي دياب، سلطان، في تعاملاته.
على الرغم من أن جهوده نحو السلام والاستقرار لم تكن ناجحة بشكل كامل، إلا أن إرثه في استعادة السيطرة على الصحراء واهتمامه بالزراعة قد بدأ عملية التحول إلى الاستقرار التي استمرت قرنًا في الأردن. كما يتذكر ألويس موسيل في عام 1907:
"حتى اليوم، ما زال الناس يتحدثون عن كيفية قيام الأمير سطام بن فندي الفايز بنفسه بمعاقبة أعضاء قبيلته الذين يجعلون طرق الأراضي تحت سيادته غير آمنة. تلقت بني صخر الجزية من الهوى، من سكان الكرك، معان، الطفيلة، سنفحة، وأيضًا سلثة، الشوبك، عجمي، ودانا."
هذا دليل على عدم تسامح سطام مع انتهاكات قبيلته الخاصة تجاه التجار والمسافرين والأبرياء الآخرين، حيث كان ذلك غير أخلاقي وضارًا لأستمراريت الأمد للإمارة.
لعب سطام دورًا رئيسيًا في توطين القبائل في الأردن كسكان دائمين. أحد هذه الأمثلة هو دعوة سطام لمحمد أبو زيد، الذي استقر في البداية في غزة مع مجموعة كبيرة من الناس الذين كانوا يتجنبون التجنيد العسكري المصري، إلى السحاب في جنوب عمان، حيث ينحدر أغلب سكان المنطقة اليوم من القبائل التي دعاها سطام.
أصبح سطام جدًا لستة من سبعة شيوخ من بني صخر، والسابع هو أخوه طلال، وهو أيضًا جد خوال لفرع من العائلة المالكة السعودية من زواج حفيدته نوف للملك عبد العزيز الأول. يعتبر هذا الفرع من آل سعود من أكثر الفروع تأثيرًا، ويضم أعضاء مثل فيصل بن ثامر آل سعود، ممدوح بن عبد العزيز، مشهور بن عبد العزيز، وابنته سارة التي تزوجت من الأمير محمد بن سلمان.

## قلعة الكرك
في رحلته إلى أرض فلسطين في عام 1881، سجن هنري ترسترام في قلعة الكرك من قبل شيخ المجالي. سطام الذي كان يتوقع وصول هنري، أعلم بذلك وقرر الركوب إلى الكرك لتحرير هنري الذي كان صديقًا له قبل 13 سنة. وصل سطام ومعه اثنين من رجاله فقط، وطلب من المجالي إطلاق سراح هنري ومن معه، وقد طلب المجالي بدوره فدية لذلك. بحسب أقوال هنري، سطام رد على المجالي بهدوء، قائلا:
"أنتم رجال الكرك لديكم مئات الجمال مع صغارهم، وآلاف الخراف مع صغارهم، في الخارج على أراضينا. لقد كان بني صخر جدارًا لهم طوال ذلك الوقت، وأنت الآن تطلب فدية لأخوتي. لا بل أصدقائي، إذا لم نعد في غضون يومين، فإن جمالك وأغنامك سوف ترتحل إلى مسافة أبعد، وحتى مخيمنا، وأنا سأذرف الدمع لخسارتكم أصدقائي، لكن قومي لن يدعوهم بخير."
هنري وفريقه أطلق سراحهم في نفس اليوم، وغادروا في اليوم التالي.